# Campus Camp
Das Campus Camp oder Campus Camping bezeichnet das Zelten oder Kampieren auf dem Campus einer Universität oder Hochschule. Die Gründe dafür sind unterschiedlich. In den 1970er Jahren entstanden die Camps aus der Not heraus, dass Erstsemester zu Semesterbeginn aufgrund der damaligen Wohnungsnot keine Bleibe finden konnten. Später, Anfang und Mitte der 2000er Jahre, stellten sie eine Protestform gegen die Einführung von Studiengebühren dar. In der Regel werden Camps geduldet, wahrscheinlich um Gebäudebesetzungen zu vermeiden.